# Miguel Solís Cuetos
Miguel Solís Cuetos (San Fernando (Cadis), 27 de març de 1816 - Carral, 22 d'abril de 1846) fou un militar espanyol.

## Biografia
Va néixer en San Fernando (Cadis), el 22 d'abril de 1816, sent educat en una escola dirigida pel prevere Feliú, un home il·lustrat i d'idees liberals, el que va motivar el tancament de l'escola per ordre del govern absolutista de Ferran VII. Va ingressar aen la Marina en 1829 amb una plaça de guarda en la Reial Armada, superant amb brillantor els exàmens d'ingrés, restant-hi fins a 1836, quan després d'una carrera en els bergantins Guadalete i Perla i en el navili Sobirà va arribar el grau d'alferes de navili, i en breu, el de capità d'artilleria de marina.
Durant les guerres Carlines va passar al cos de terra. Va lluitar contra el bàndol carlí a Aragó, on va arribar el grau de capità i tinent coronel i per la seva actuació posterior a Molina de Aragón (1840) i va participar en els aixecaments esparteristes de 1840 i 1842, pel que se li va concedir l'ascens a segon comandant i, just abans de la caiguda del Regent, va assolir -per mediació del seu oncle i protector, Evaristo San Miguel, en aquells dies capità general de Madrid- l'ascens a coronel, que no obstant això no li seria reconegut.
En 1842 va ingressar en el cos de l'Estat Major, sent destinat a Sant Sebastià, on es trobava quan va esclatar el pronunciament de 1843, però sent contrari a la revolta, va tornar a Madrid. En 1845 va ser destinat a la Corunya com a primer comandant, accedint a l'Estat Major de la Capitania General de Galícia, el titular de la qual era Puig Samper, que posteriorment seria rellevat per Vilallonga. A la Corunya va freqüentar els cercles pròxims a Juana de Veiga, comtessa d'Espoz y Mina, unint-se a una conspiració dels liberals. Miguel Solís va encapçalar l'anomenada Revolució de 1846, al comandament del Segon Regiment de Zamora, que es va iniciar a Lugo el 2 d'abril, ja que havia rebutjat fer-lo en Corunya para evitar ser ell qui hagués d'arrestar al general Puig Samper, per qui sentia una particular estima. A aquest pronunciament es van sumar tropes de Santiago de Compostel·la, Vigo i Pontevedra, les d'aquestes dues últimes citats sota el comandament de Leoncio Rubín de Celis.
El dia 15 es van reunir a Santiago els presidents de les juntes locals, recent establertes, per a constituir amb caràcter provisional la Junta de Govern de Galícia, de la qual Pío Rodríguez Terrazo va ser designat president i Antolín Faraldo, secretari. Rubín i Solís van ser nomenats mariscals de camp, però l'elecció de Solís com capità general de Galícia el 22 d'abril, amb el comandament suprem sobre tots els exèrcits revoltats, va provocar que Rubín es retirés de la revolta, encara que segons alguns autors, i arran de la seva actuació posterior, és possible que ja hagués decidit desvincular-se de la revolta.
El 23 d'abril, en la batalla de Cacheiras, Solís va ser derrotat per les tropes de Manuel Gutiérrez de la Concha e Irigoyen. Es va refugiar a Santiago de Compostel·la, però va acabar lliurant-se a les tropes lealistas. Va ser jutjat en Carral, on va morir afusellat amb onze dels seus oficials, coneguts com a màrtirs de Carral. El 27 d'abril es rendien els revoltats de Lugo, i es posava fi a la revolta.